# St. Petersburg, Florida
St. Petersburg là một thành phố ở quận Pinellas, Florida, Hoa Kỳ. Tính đến năm 2008, dân số thành phố ước tính là 245.314, đây là thành phố lớn thứ tư của bang Florida.